# Venkovská usedlost v Chabech
Venkovská usedlost v Chabech v Třebonicích v Praze stojí severovýchodně od obce v místní části Chaby poblíž hranice se Stodůlkami. Je chráněna jako nemovitá kulturní památka České republiky; areál obsahuje obytnou budovu, stodolu, chlév a bránu.

## Historie
Usedlost vznikla kolem roku 1830, obytná budova obsahuje starší jádro.

## Popis
Jednopatrová obytná budova je kryta valbovou střechou. V patře má fasáda bosovaná nároží. Zděná stodola se sedlovou střechou je postavena z opuky. Na jižní straně je k ní přistavěn novodobý chlév. Brána v severní zdi je z opukového kamene s dřevěnými dvoukřídlými vraty. Vlevo od ní se nachází malá branka pro pěší.